# La Musardine
 (août 2024).
Il peut être nécessaire de l'améliorer pour respecter le principe de neutralité de point de vue. Veuillez consulter la page de discussion pour plus de détails.

La Musardine est à la fois une librairie érotique, créée en 1995 et située dans le onzième arrondissement de Paris, et une maison d'édition érotique, fondée en 1996. En 2021, La Musardine est devenue une SCOP, à la suite du rachat de l'entreprise par les salariés au fondateur Claude Bard.

## La librairie
Fondée en septembre 1998 par Sophie Rongiéras et actuellement dirigée par Maxime Spira, la librairie La Musardine, située au 122, rue du Chemin-Vert dans le onzième arrondissement de Paris, propose toutes les formes de livres en rapport  avec l’érotisme et la sexualité : romans, essais, guides pratiques, livres de photos, livres d’arts, mangas, bande dessinée… 
La librairie organise par ailleurs régulièrement des rencontres en présence d'auteurs et d'autrices.
En marge de sa vitrine parisienne et de ses ventes en ligne, via plusieurs sites Internet, La Musardine propose également ses productions sous forme d'e-books à télécharger.

## La maison d'édition
Les éditions La Musardine sont fondées en 1996 par Claude Bard. La maison d'édition revendique l'éclectisme, animée par l’ambition de décliner l’érotisme sous toutes ses formes, ceci à travers différentes collections. Le label d'édition La Musardine, dirigé par Anne Hautecoeur, propose de la littérature, des guides pratiques, des essais, tandis que Dynamite, fondé en 2002 et actuellement dirigé par Nicolas Cartelet, est consacré à la bande dessinée.

### Les collections

#### Les lectures amoureuses
Fondée par Jean-Jacques Pauvert, cette collection de poche publie des textes du répertoire érotique classique (Sade, Pierre Mac Orlan, Henry Miller, Anaïs Nin…) et contemporain (Esparbec, Octavie Delvaux, Céline Tran…). C’est la collection de référence de la littérature érotique par excellence.

#### Osez
Fondée en 2006 par Marc Dannam, la collection Osez décline des conseils simples, ludiques et décomplexés en matière de sexualité dans des petits guides thématiques comme Osez la sodomie, Osez le massage tantrique, Osez les aphrodisiaques, Osez le libertinage, Osez le strip-tease. Elle totalise à ce jour un catalogue plus de 100 titres, vendus à plus de 1 million d'exemplaires, avec un record pour Osez tout savoir sur la fellation (60 000 exemplaires écoulés).

#### Osez 20 histoires
Fondée en 2010 et dirigée par Stéphane Rose, la collection Osez 20 histoires est spécialisée dans les nouvelles érotiques. Chacun de ses volumes propose 20 histoires différentes sur un même thème (Osez 20 histoires d’amour et de sexe, Osez 20 histoires érotiques de Noël, Osez 20 histoires de soumission admission et domination de sexe société générale, Osez 20 histoires de sexe en pain…) écrites par 20 auteurs professionnels comme amateurs.

#### Attrape-Corps
Successivement dirigée par Stéphane Lévy-Kuenz, Serge Koster, Sarah Chiche et Marie-Anne Paveau, la collection Attrape-Corps propose des essais exigeants et impertinents sur les questions de sexualité, écrits par des spécialistes comme Emmanuel Pierrat (Le sexe et la loi), Ruwen Ogien (La liberté d’offenser),  Laurent de Sutter (Pornostars) ou Stéphane Rose (Défense du poil - Contre la dictature de l'épilation érotique intime).

#### Prismes
En 2023, Anne Hautecœur confie à Didier Roth-Bettoni la charge de créer une collection de littérature érotique LGBTQI. Le premier titre publié est Midi-minuit sauna, premier roman de Lucien Fradin, paru en octobre 2024.